# Lee Seung-joon
Lee Seung-joon (en hangul, 이승준; hanja: 李承俊; nacido el 11 de febrero de 1973) es un actor de cine, teatro y televisión surcoreano.

## Carrera
Se graduó en el Departamento de Teatro del Instituto de las Artes de Seúl, en 1992. Desde 1999, año de su debut en el escenario de Daehangno, desarrolló la primera parte de su carrera como actor de teatro, faceta que ha continuado practicando cada vez más esporádicamente desde 2010. A cambio, ha aparecido como actor de reparto en numerosas obras cinematográficas, desde su debut en 2001; y también televisivas, precisamente desde 2010, cuando tuvo un pequeño papel en la serie de tvN Harvest Villa.
El primer papel importante en cine llegó en 2011 con War of the Arrows. El propio Lee lo considera, junto con su trabajo en la serie Nine: Nine Time Travels (2013) como los dos puntos de inflexión en su carrera. El primero le ayudó a aprender durante un largo rodaje de seis meses, y la segunda le sirvió como trampolín para otras producciones. Sin embargo, fue 2014 el año en que se hizo más conocido por el público, gracias a dos papeles en cine y televisión: por un lado su personaje del capitán Ahn en la película The Admiral: Roaring Currents, que resultó un gran éxito de taquilla; por otro lado, fue Yoon Jung-mok en la comedia romántica Discovery of Love.

## Filmografía

### Cine
| Año  | Título                                 | Coreano                         | Papel                                   | Notas                  | Ref.          |
| ---- | -------------------------------------- | ------------------------------- | --------------------------------------- | ---------------------- | ------------- |
| 2001 | Falling Season                         |                                 |                                         | Cortometraje           |               |
| 2002 | Realmente no lo sabía                  | 정말 몰랐습니다                 | Beom-soo                                |                        |               |
| 2003 | Blue                                   | 블루                            | Trabajador en Cheonghaejin              |                        | [ 1 ]         |
| 2003 | The First Amendment of Korea           | 대한민국 헌법 제1조             | Min-seok                                |                        |               |
| 2003 | Oh! Brothers                           | 오! 브라더스                    | Trabajador en el motel                  |                        |               |
| 2004 | Ice Rain                               | 빙우                            | Chico del pub 1                         |                        |               |
| 2004 | Some                                   | 썸                              | Miembro del equipo de búsqueda          |                        |               |
| 2008 | Han River Bridge                       |                                 | Kwang-sik                               | Cortometraje           |               |
| 2008 | Fate                                   | 숙명                            | Marido de Jo Hyo-sook                   |                        | [ 1 ]         |
| 2009 | Hand Phone                             | 핸드폰                          | Kang Myeong-sik                         |                        | [ 2 ]         |
| 2009 | Kiss Me, Kill Me                       | 킬 미                           | Detective 3                             |                        |               |
| 2009 | I'm in Trouble!                        | 나는 곤경에 처했다!             | Seung-gyu                               |                        | [ 7 ]         |
| 2011 | Heartbeat                              | 심장이 뛴다                     | Doctor Moon                             |                        |               |
| 2011 | War of the Arrows                      | 최종병기 활                     | Wan-han                                 |                        | [ 1 ] [ 2 ]   |
| 2012 | Doomsday Book                          | 인류멸망보고서                  | Padre                                   | Parte «Happy Birthday» |               |
| 2012 | Two Weddings and a Funeral             | 두 번의 결혼식과 한 번의 장례식 | Kyeong-nam, dueño del bar               |                        | [ 8 ]         |
| 2013 | An Ethics Lesson                       | 분노의 윤리학                   | Oficial de investigación de la fiscalía |                        | [ 1 ]         |
| 2014 | Godsend                                | 신의 선물                       | Esposo de Seung-yeon                    |                        |               |
| 2014 | Obsessed                               | 인간중독                        | Director médico                         |                        |               |
| 2014 | The Admiral: Roaring Currents          | 명량                            | Capitán Ahn                             |                        | [ 1 ]         |
| 2014 | Whistle Blower                         | 제보자                          | PD seguimiento de producción 1          |                        |               |
| 2014 | Cart                                   | 카트                            | Jefe de sección Choi                    |                        | [ 1 ] [ 9 ]   |
| 2015 | Accidental Detective                   | 탐정 : 더 비기닝                | Kim Yong-gyoo                           |                        |               |
| 2019 | The Divine Fury                        | 사자                            | Sargento de policía Park                | Aparición especial     |               |
| 2022 | Vanishing                              | 배니싱:미제사건                 | Doctor Lee                              |                        | [ 10 ] [ 11 ] |
| 2022 | The Killer: A Girl Who Deserves to Die | 더 킬러: 죽어도 되는 아이       | Lee Young-ho                            |                        | [ 12 ]        |

### Televisión
| Año     | Título                            | Papel                      | Canal        | Notas              | Ref.                |
| ------- | --------------------------------- | -------------------------- | ------------ | ------------------ | ------------------- |
| 2010    | Harvest Villa                     | Detective                  | tvN          |                    |                     |
| 2011    | Vampire Prosecutor                | Kim Eun-sang               | OCN          | Ep. 10             | [ 4 ]               |
| 2012    | Dr. Jin                           | Kwon Ik-joo                | MBC          |                    |                     |
| 2013    | Nine: Nine Time Travels           | Han Young-hoon en 2012     | tvN          |                    | [ 3 ] [ 13 ] [ 14 ] |
| 2013    | Rude Miss Young-ae - Season 12    | Lee Seung-joon             | tvN          |                    | [ 3 ] [ 13 ] [ 14 ] |
| 2013    | Secret Love                       | Choi Kwang-min             | KBS2         |                    | [ 15 ] [ 16 ]       |
| 2014    | Rude Miss Young-ae - Season 13    | Lee Seung-joon             | tvN          |                    |                     |
| 2014    | The Dreamer                       | Oh Cheol-oh                | KBS2         | Drama Special      |                     |
| 2014    | Discovery of Love                 | Yoon Jung-mok              | KBS2         |                    | [ 1 ]               |
| 2014    | 4 Legendary Witches               | Park Won-jae               | MBC          |                    | [ 4 ]               |
| 2014    | Misaeng                           | Shin Woo-hyun              | tvN          |                    | [ 4 ] [ 9 ]         |
| 2015    | Hyde, Jekyll, Me                  | Kwon Young-chan            | SBS          |                    | [ 4 ]               |
| 2015    | Let's Eat 2                       | Propietario de restaurante | tvN          | Cameo, ep. 17      |                     |
| 2015    | Bubble Gum                        | Kwon Ji-hoon               | tvN          |                    | [ 3 ]               |
| 2016    | Descendientes del sol             | Song Sang-hyun             | KBS2         |                    | [ 17 ]              |
| 2016    | Baby Sitter                       | Pyo Yeong-gyun             | KBS2         |                    | [ 3 ] [ 18 ]        |
| 2016    | Rude Miss Young-ae - Season 15    | Lee Seung-joon             | tvN          |                    | [ 3 ]               |
| 2016    | Wanted                            | Jang Jin-woong             | SBS          |                    | [ 19 ]              |
| 2017    | Argon                             | Yoo Myung-ho               | tvN          |                    | [ 20 ] [ 21 ]       |
| 2018    | Mr. Sunshine                      | Rey Gojong                 | tvN          |                    | [ 22 ] [ 23 ]       |
| 2018    | Treinta, pero aún diecisiete      | Kim Hyun-gyu               | SBS          | Aparición especial | [ 24 ]              |
| 2018    | Recuerdos de la Alhambra          | Park Son-ho                | tvN          |                    | [ 25 ]              |
| 2019    | He Is Psychometric                | Kang Geun-taek             | tvN          |                    | [ 26 ]              |
| 2019    | Hotel del Luna                    | Médico                     | tvN          | Cameo, ep. 12      | [ 27 ]              |
| 2019    | The Tale of Nokdu                 | Jeong Yoon-jeo             | KBS2         |                    | [ 28 ]              |
| 2020    | Find Me in Your Memory            | Kim Cheol-woong            | MBC          |                    | [ 29 ]              |
| 2020    | A Piece of Your Mind              | Choi Jin-moo               | tvN          |                    | [ 29 ]              |
| 2020    | Record of Youth                   | Charlie Jung               | tvN          | Cameo, ep.1-2, 10  | [ 30 ]              |
| 2020    | Hush                              | Kim Gi-ha                  | JTBC         |                    | [ 31 ]              |
| 2021    | Undercover                        | Kang Cheong-mo             | JTBC         |                    | [ 32 ]              |
| 2021    | Inspector Koo                     | Kim Soo-yong               | JTBC         |                    |                     |
| 2021    | Doom at Your Service              | Jung Dang-myeon            | tvN          |                    |                     |
| 2021    | Happiness                         | Kim Dae-yoon               | tvN          | Cameo, ep. 12      |                     |
| 2022    | Aún no he hecho mi mejor esfuerzo | Um In-chan                 | tvN          |                    |                     |
| 2023    | Brain Cooperation                 | Heo Bum-soo                | KBS2         | Cameo, ep. 7-8     | [ 33 ]              |
| 2023    | Con tacto especial                | Cha Ju-man                 | JTBC         |                    | [ 34 ]              |
| 2023    | Nam-soon, una chica superfuerte   | Kang Bong-ko               | JTBC         |                    | [ 35 ]              |
| 2023    | Decoy                             | Lee Byung-joon             | Coupang Play | Serie web          | [ 36 ]              |
| 2023    | El naufragio de una diva          | Jung Bong-wan              | tvN          |                    |                     |
| 2024    | Jerarquía                         | Yoon Byung-keun            | Netflix      | Serie web          |                     |
| 2024    | Amor en la puerta de al lado      | Choi Kyung-jong            | tvN          |                    | [ 37 ] [ 38 ]       |
| 2024    | No hay amor desinteresado         | Padre de Hae-young         | tvN          |                    | [ 39 ]              |
| 2024    | Love Your Enemy                   | Ji Gyeong-hoon             | tvN          |                    | [ 40 ]              |
| 2024-25 | Namib                             | Jang Hyun-cheol            | ENA          |                    | [ 41 ] [ 42 ]       |
| 2025    | The Queen Who Crowns              |                            | tvN/TVING    | Aparición especial | [ 43 ]              |

## Teatro
| Año         | Título                                   | Coreano          | Papel        | Ref.                 |
| ----------- | ---------------------------------------- | ---------------- | ------------ | -------------------- |
| 2008        | Alabanza para la juventud                | 젊음에 대한 찬사 | Maestro      | [ 44 ]               |
| 2008-09     | El diente de león se convierte en viento | 민들레 바람되어  | Ahn Joong-ki | [ 2 ]                |
| 2010        | 33 variaciones                           | 33개의 변주곡    | Mike         |                      |
| 2016 y 2017 | Mátame ahora                             | 킬 미 나우       | Jake         | [ 45 ] [ 46 ] [ 47 ] |